# هیکارو ساوای
هیکارو ساوای (انگلیسی: Hikaru Sawai؛ زادهٔ ۱۱ آوریل ۱۹۶۴) آهنگساز اهل ژاپن است.